# 白伊尤斯河
白伊尤斯河是俄羅斯的河流，位於哈卡斯共和國，屬於丘雷姆河的右支流，河道全長224公里，流域面積5,370平方公里，發源自庫茲涅茨克山東部海拔高度712米處。
54°06′54″N 89°06′23″E / 54.11500°N 89.10639°E